# Johannes Fehring
Johannes Fehring (nacido como Johannes Fernbach; Viena, Austria; 14 de noviembre de 1926-ibídem; 4 de enero de 2004) fue un compositor y director de orquesta austríaco, que trabajó en varias músicas cinematográficas.

## Vida

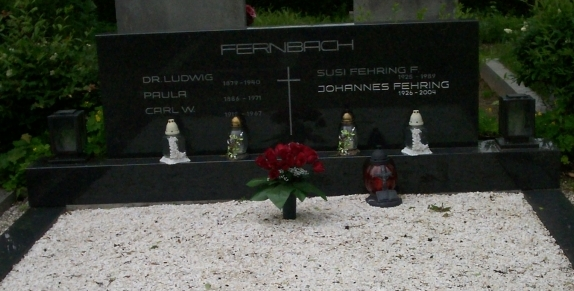
Tumba de Johannes Fehring (Viena, Austria)

Tras la Segunda Guerra Mundial, Fehring empezó a tomar clases de composición y dirección de orquesta y musicología en la Universidad de Viena. Para financiar sus estudios, actuaba en la orquesta de Walter Heidrich en Embassy-Club, un club de jazz formado por soldados estadounidenses. 
En 1948, conoció a Teddy Windholz, con quien fundó un grupo. Pronto empezaron a recibir varias propuestas, y Fehring dejó entonces sus estudios para dedicarse a la música. En 1950, ganaron el premio RAVAG a la mejor orquesta de baile. Tras ello, Fehring obtuvo sus primeros contratos para música cinematográfica.
En 1955, Fehring se separó de Windholz y creó su propia orquesta. Los miembros más conocidos son Willy Hagara, Erich Kleinschuster, Robert Opratko, Hans Salomon y Joe Zawinul, y le acompañaban Peter Alexander, Gilbert Bécaud, Ella Fitzgerald y Udo Jürgens. Fehring también volvió a la televisión para la emisión genérica.
De 1963 a 1966, dirigió la Große Tanz- und Unterhaltungsorchester de la WDR, y de 1965 a 1983 la orquesta del Theater an der Wien. En 1964 fue el director de orquesta austriaco del Festival de la Canción de Eurovisión 1964, y en 1967 fue el director de orquesta del Festival de la Canción de Eurovisión 1967, celebrado en Viena, Austria.
En esa misma época, produjo A Glock'n die 24 Stunden läut para Marianne Mendt y otros artistas como Kurt Sowienetz y Arik Brauer. Por tanto, Fehring creó las bases del Austropop.
En 1971, dejó su banda e hizo la ORF-Big Band. Hizo su última producción en 1983 para en 25 aniversario de Wiener Stadthalle. Más tarde, se retiró por problemas de salud.

## Filmografía
- (1952) Ideale Frau gesucht
- (1956) Roter Mohn
- (1956) Kaiserball
- (1957) Vier Mädels aus der Wachau
- (1957) Die liebe Familie
- (1958) Ooh … diese Ferien
- (1958) Solang’ die Sterne glüh’n
- (1960) Die Glocke ruft (Glocken läuten überall)
- (1960) Mit Himbeergeist geht alles besser
- (1961) Mariandl
- (1961) Junge Leute brauchen Liebe
- (1961) ...und du mein Schatz bleibst hier
- (1961) Im schwarzen Rößl
- (1962) Tanze mit mir in den Morgen
- (1962) Mariandls Heimkehr
- (1962) Waldrausch
- (1962) Das ist die Liebe der Matrosen
- (1962) ...und ewig knallen die Räuber
- (1963) Der Musterknabe
- (1963) Die ganze Welt ist himmelblau
- (1963) Schwejks Flegeljahre
- (1963) Sing, aber spiel nicht mit mir
- (1963) Charleys Tante
- (1963) Maskenball bei Scotland Yard
- (1963) Im singenden Rößl am Königssee
- (1963) Mit besten Empfehlungen
- (1964) Hilfe, meine Braut klaut
- (1964) Liebesgrüße aus Tirol
- (1964) Happy-End am Wörthersee (Happy-End am Attersee)
- (1964) Das hab ich von Papa gelernt
- (1965) Das ist mein Wien
- (1965) Ruf der Wälder
- (1965) ...und sowas muß um 8 ins Bett
- (1966) 00Sex am Wolfgangsee
- (1967) Das große Glück
- (1967) Die Wirtin von der Lahn
- (1968) Otto ist auf Frauen scharf
- (1969) Liebe durch die Hintertür
- (1972) Sie nannten ihn Krambambuli
- (1976) Die Babenberger in Österreich